# Scipione

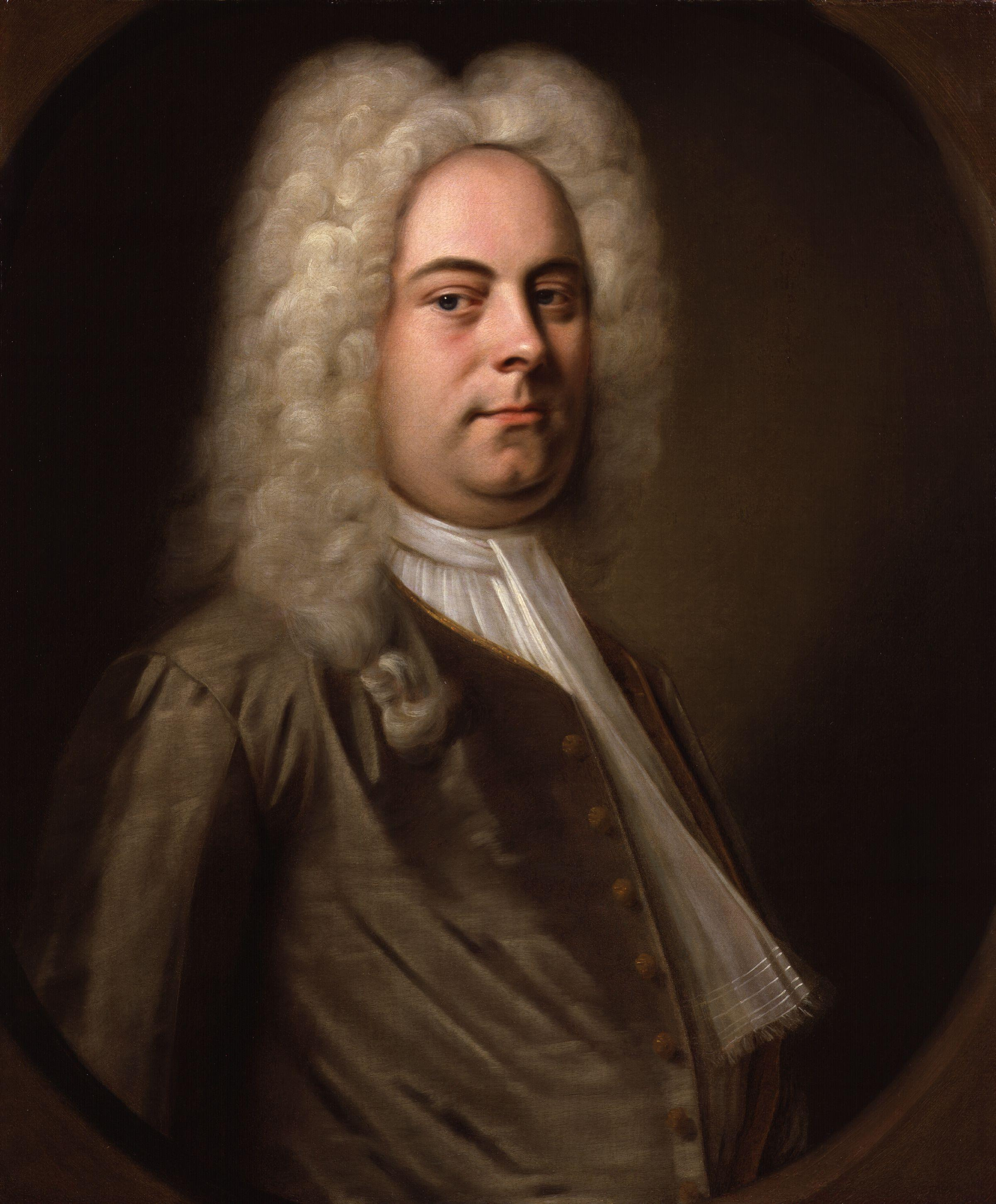
Georg Friedrich Händel

Scipione, Publio Cornelio Scipione eller Scipio (HWV 20) är en opera seria i tre akter med musik av Georg Friedrich Händel och libretto av Paolo Rolli, omarbetat efter Antonio Salvis libretto Publio Cornelius Scipione (1704). Texten bygger på historien om den romerske generalen Scipio Africanus

## Historia
Operan nådde aldrig upp till Händels tidigare operor, främst på grund av Rollis libretto som saknade känsla för dramatik och musikalisk rytm. Händels musik har överlevt i bland annat en marsch i akt I och en stor sopranaria i slutet av akt II. Trots att tiden från beställning till premiär var kort (två månader) arbetade Händel in i det sista med revideringar och tog bort en mindre rollkaraktär. Operan hade premiär den 12 mars 1726 på The Queen's Theatre, Haymarket, London (senare The King's Theatre). 1730 gjorde Händel ytterligare revidering av operan för nypremiären.
Svensk premiär den 30 juni 1970 på Drottningholmsteatern.

## Personer

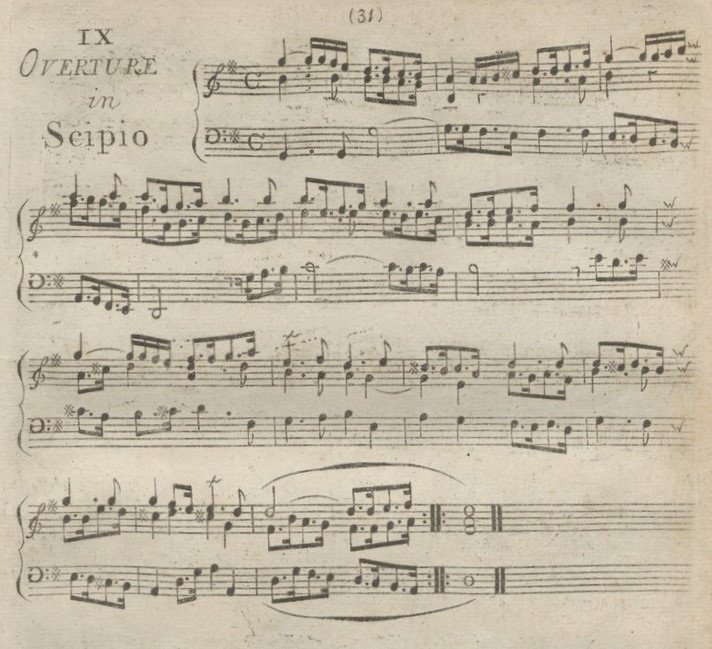
Början av ouvertyren orkestrerad för cembalo eller orgel

- Scipione, ledare för romerska armén (altkastrat)
- Lucejo, en spansk prins, förklädd soldat i romerska armén (altkastrat)
- Lelio, romersk general (tenor)
- Berenice, fånge (sopran)
- Armira, fånge (sopran)
- Ernando, kung över Balearerna och fader till Berenice (bas)

## Handling
Den romerske generalen i Spanien, Scipione, har intagit staden Nya Karthago (Cartagena) år 210 f. Kr. Efter erövringen förälskar han sig i fången Berenice, dottern till Ernando, kung över Balearerna. Men Berenice har redan blivit bortlovad till Lucejo, prinsen av Celtiberti, till vilken hon är trogen. Lucejo har förklätt sig till romersk soldat och tar sig in i det kungliga palatset. Berenice försöker förgäves få honom att ge sig av, dels för hans egen säkerhet och dels för att kunna samla ihop soldater för att frige henne. Lucejo tas till fånga av Scipione mot löfte att Berenice ska skonas. Scipione ber formellt Ernando om dotterns hand i utbyte mot hennes frihet men Ernando säger att han inte kan bryta hennes avtal med Lucejo. Scipione imponeras av Ernandos rättvisekrav och beslutar sig för att offra sina egna känslor. Han friger Lucjeo och Berenice och godkänner deras förening. Lucjeo svär trohet mot Rom och alla prisar Scipiones ädelmod.